# 5941 Valencia
Az 5941 Valencia (ideiglenes jelöléssel 1982 UQ6) a Naprendszer kisbolygóövében található aszteroida. Ljudmila Georgijevna Karacskina fedezte fel 1982. október 20-án.